# دانگو

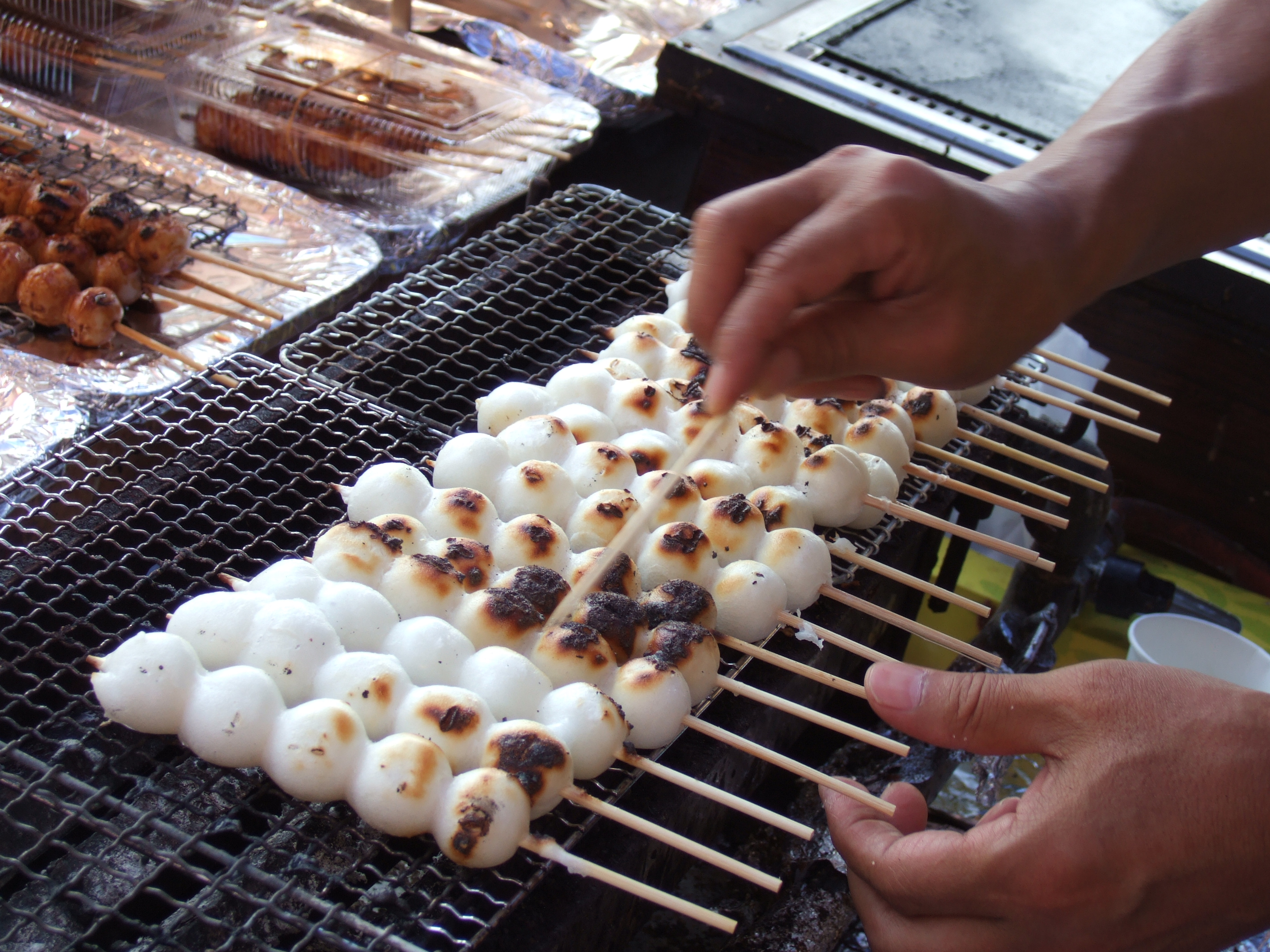
یاکی دانگو درحال آماده شدن

دانگو (به ژاپنی: 団子 Dango) یکی از انواع واگاشی (شیرینی ژاپنی) است.